# Anna Zaja
Anna Zaja (Sigmaringen, 25 juni 1991) is een tennisspeelster uit Duitsland. Zij begon op zevenjarige leeftijd met het spelen van tennis. Haar favoriete ondergrond is hardcourt. Zij speelt rechtshandig en heeft een tweehandige backhand.

## Loopbaan
In 2017 kwalificeerde Zaja zich voor het US Open via het kwalificatietoernooi. Dit was haar eerste deelname aan een van de grandslamtoernooien. Zij verloor in de eerste ronde van de Russin Jekaterina Aleksandrova.

## Posities op deWTA-ranglijst
Positie per einde seizoen:
| jaar | rang enkelspel | rang dubbelspel |
| ---- | -------------- | --------------- |
| 2008 | 946            | 986             |
| 2009 | 738            | –               |
| 2010 | 553            | 505             |
| 2011 | 694            | 460             |
| 2012 | 322            | 261             |
| 2013 | 409            | 231             |
| 2014 | 474            | 241             |
| 2015 | 518            | 556             |
| 2016 | 305            | 246             |
| 2017 | 216            | 218             |
| 2018 | 222            | 323             |
| 2019 | 373            | 507             |
| 2020 | 397            | 709             |
| 2021 | 321            | 426             |

## Resultaten grandslamtoernooien
| Legenda | Legenda                          |
| ------- | -------------------------------- |
| g.t.    | geen toernooi gehouden           |
| l.c.    | lagere categorie                 |
| –       | niet deelgenomen                 |
| G       | uitgeschakeld in de groepsfase   |
| 1R      | uitgeschakeld in de eerste ronde |
| 2R      | uitgeschakeld in de tweede ronde |
| 3R      | uitgeschakeld in de derde ronde  |
| 4R      | uitgeschakeld in de vierde ronde |
| KF      | uitgeschakeld in de kwartfinale  |
| HF      | uitgeschakeld in de halve finale |
| F       | de finale verloren               |
| W       | het toernooi gewonnen            |
| w-v     | winst/verlies-balans             |

### Enkelspel
| toernooi        | 2017 |
| --------------- | ---- |
| Australian Open | –    |
| Roland Garros   | –    |
| Wimbledon       | –    |
| US Open         | 1R   |